# Chile en la Copa Mundial de Fútbol Sub-17 de 1993
La selección de Chile fue uno de los 16 equipos participantes en la Copa Mundial de Fútbol Sub-17 de 1993, torneo que se llevó a cabo entre el 21 de agosto y 4 de septiembre de 1993 en Japón.
En el sorteo la Rojita quedó emparejada en el Grupo D, junto con Polonia, Túnez y China.
Fue su primera participación de Chile en la Copa Mundial sub-17 y la mejor hasta la fecha, al conseguir el tercer lugar de la competición.

## Jugadores
| Copa Mundial 1993   | Copa Mundial 1993     | Copa Mundial 1993 |
| Dorsal              | Jugador               | Posición          |
| ------------------- | --------------------- | ----------------- |
| 1                   | Ariel Salas           | ARQ               |
| 12                  | Carlos Torres         | ARQ               |
| 4                   | Nelson Garrido        | DEF               |
| 22                  | Ariel Araujo Calderon | DEF               |
| 6                   | Dion Valle            | DEF               |
| 7                   | Esteban Mancilla      | DEF               |
| 18                  | Dante Poli            | DEF               |
| 2                   | Silvio Rojas          | MED               |
| 3                   | Marco Muñoz           | MED               |
| 8                   | René Martínez         | MED               |
| 9                   | Alejandro Osorio      | MED               |
| 10                  | Frank Lobos           | MED               |
| 14                  | Pablo Herceg          | MED               |
| 11                  | Sebastián Rozental    | DEL               |
| 13                  | Héctor Tapia          | DEL               |
| 15                  | Patricio Galaz        | DEL               |
| 16                  | Mauricio Rojas        | DEL               |
| 17                  | Manuel Neira          | DEL               |
| D.T. Leonardo Véliz |                       |                   |

## Participación

### Fase de grupos

#### Grupo D
| Equipo  | Pts | PJ | PG | PE | PP | GF | GC | Dif |
| ------- | --- | -- | -- | -- | -- | -- | -- | --- |
| Polonia | 5   | 3  | 2  | 1  | 0  | 8  | 4  | 4   |
| Chile   | 4   | 3  | 1  | 2  | 0  | 7  | 5  | 2   |
| Túnez   | 2   | 3  | 1  | 0  | 2  | 2  | 5  | -3  |
| China   | 1   | 3  | 0  | 1  | 2  | 2  | 5  | -3  |

| 22 de agosto de 1993, 17:00 | Chile                    | 2:2 (0:1) | China            | Estadio del Gran Arco, Hiroshima                      |                                                       |
|                             | Neira 62' · Rozental 67' |           | Yu 18' · Yao 60' | Asistencia: 1.608 espectadores Árbitro(s): Brian Hall | Asistencia: 1.608 espectadores Árbitro(s): Brian Hall |

| 24 de agosto de 1993, 17:00 | Chile                | 2:0 (1:0) | Túnez | Estadio del Gran Arco, Hiroshima                            |                                                             |
|                             | Tapia 4' · Neira 48' |           |       | Asistencia: 1.503 espectadores Árbitro(s): Shinichiro Obata | Asistencia: 1.503 espectadores Árbitro(s): Shinichiro Obata |

| 26 de agosto de 1993, 17:00 | Chile                                        | 3:3 (1:2) | Polonia                            | Estadio del Gran Arco, Hiroshima                            |                                                             |
|                             | Osorio 38' · Rozental 61' (pen.) · Neira 67' |           | Orliński 14', 34' · Wichniarek 43' | Asistencia: 4.851 espectadores Árbitro(s): Shinichiro Obata | Asistencia: 4.851 espectadores Árbitro(s): Shinichiro Obata |

#### Cuartos de final
| 29 de agosto de 1993, 19:00 | Checoslovaquia | 1:4 (1:2) | Chile                                           | Estadio Nishikyogoku, Kioto                                    |                                                                |
|                             | Ruman 40'      |           | Rozental 11' (pen.) · Tapia 31' · Neira 65' 66' | Asistencia: 7.500 espectadores Árbitro(s): Jean-Fidèle Diramba | Asistencia: 7.500 espectadores Árbitro(s): Jean-Fidèle Diramba |

#### Semifinales
| 1 de septiembre de 1993, 19:00 | Ghana                             | 3:0 (1:0) | Chile | Estadio Olímpico, Tokio                                 |                                                         |
|                                | Fameye 29' · Armah 48' · Duah 80' |           |       | Asistencia: 7.500 espectadores Árbitro(s): Anders Friks | Asistencia: 7.500 espectadores Árbitro(s): Anders Friks |

#### Tercer Lugar
| 4 de septiembre de 1993, 16:30 | Chile                           | 1:1 (1:1, 0:1) (t. s.)(4:2 p.) | Polonia                                 | Estadio Olímpico, Tokio                                     |                                                             |
|                                | Rozental 77' (pen.)             | Reporte                        | Poli 26' (a.g.)                         | Asistencia: 15.000 espectadores Árbitro(s): Omar Al Mehanna | Asistencia: 15.000 espectadores Árbitro(s): Omar Al Mehanna |
|                                |                                 | Tiros desde el punto penal     |                                         |                                                             |                                                             |
|                                | Lobos · Tapia · Galaz · Garrido |                                | Thiede · Wichniarek · Drajer · Kukiełka |                                                             |                                                             |